# Skalica
Skalica (tysk Skalitz, ungarsk Szakolca, latin Sakolcium) er en by i det vestlige Slovakiet, som er beliggende cirka 90 km nord for hovedstaden Bratislava. Byen har et areal på 60 km² og en befolkning på 15.461 indbyggere (2023).

## Eksterne links
- Officielle hjemmeside

- Wikimedia Commons har flere filer relateret til Skalica

1. ↑  pop-stat.mashke.org (fra Wikidata).